# Sphecomyrma
Sphecomyrma é um gênero extinto de formigas que existiu no Cretáceo há aproximadamente 79 a 92 milhões de anos atrás, no Fim do Crtáceo. Os primeiros exemplares foram coletados em 1966, encontrados incrustados em âmbar que havia sido exposto nas falésias de Cliffwood, Nova Jersey, por Edmund Frey e sua esposa. Esta espécie combina os sinais de formigas e os sinais de vespas,  Posteriormente, foram descobertas outras espécies que também foram atribuídas à subfamília sphecomyrminae. 
Sphecomyrma freyi provavelmente eram forrageiras terrestres, mas com base na estrutura e no comportamento de representantes modernos das subfamílias leptanillinae e martialinae, alguns cientistas acreditam que as formigas primitivas eram predadores subterrâneos. Em 1967, os zoólogos EO Wilson, Frank Carpenter e William L. Brown, Jr. publicaram um artigo descrevendo e nomeando Sphecomyrma freyi . Eles descreveram uma formiga com um mosaico de características – uma mistura de características de formigas modernas e vespas aculeadas. 
Possuía uma glândula metapleural, característica exclusiva das formigas. Além disso, não tinha asas e tinha um pecíolo em forma de formiga. As mandíbulas eram curtas e semelhantes a vespas, com apenas dois dentes, o gaster era contraído e as patas médias e traseiras tinham esporas tibiais duplas. As antenas estavam, em forma, a meio caminho entre as vespas e as formigas, tendo um primeiro segmento curto mas um funículo longo e flexível. Duas espécies adicionais, S. canadensis e S. mesaki, foram descritas em 1985 e 2005, respectivamente.
O gênero está entre as primeiras formigas conhecidas a vagar pela Terra, e a mais antiga formiga, e na época era considerado o elo evolutivo entre formigas e vespas. Foi sugerido que as formigas divergiram dos ancestrais das vespas tipídeas, mas estudos posteriores mostram que elas se originam de um clado diferente. Mostra semelhança com formigas primitivas existentes, como Nothomyrmecia e membros da tribo Aneuretini . Alguns cientistas, no entanto, duvidaram da natureza dessas formigas e acreditaram que fossem vespas devido à possível ausência da glândula metapleural em Sphecomyrma e aos escapos curtos, que são características diagnósticas importantes para as formigas. Amostras adicionais coletadas provaram que Sphecomyrma era uma formiga quando a glândula metapleural foi identificada. 
Outras evidências fósseis, juntamente com seu corpo esguio e grandes olhos compostos, sugerem que eles eram epigáicos, alimentando-se socialmente acima do solo e em áreas abertas. As esfecomirminas, incluindo estas formigas, provavelmente desapareceram no final do Mesozóico .Depois do papel dominante das plantas com flores, cerca de 100 milhões de anos atrás, as formigas começaram a evoluir mais rapidamente, adaptando-se a vários nichos ecológicos. No período Cretáceo, o número de formigas era baixo e correspondia a cerca de 1% do número total de insetos. As formigas começaram a dominar após a radiação adaptativa no início do período terciário.
De todos os insetos encontrados em fósseis datados do Oligoceno e do Mioceno, de 20 a 40% eram formigas. De todos os gêneros que viveram na era do Eoceno, aproximadamente 10% sobreviveram até hoje. O parto, existente hoje, representa 56% dos gêneros encontrados no âmbar do Báltico (datado do início do Oligoceno) e 92% dos gêneros encontrados no âmbar dominicano (início do Mioceno).

## Taxonomia

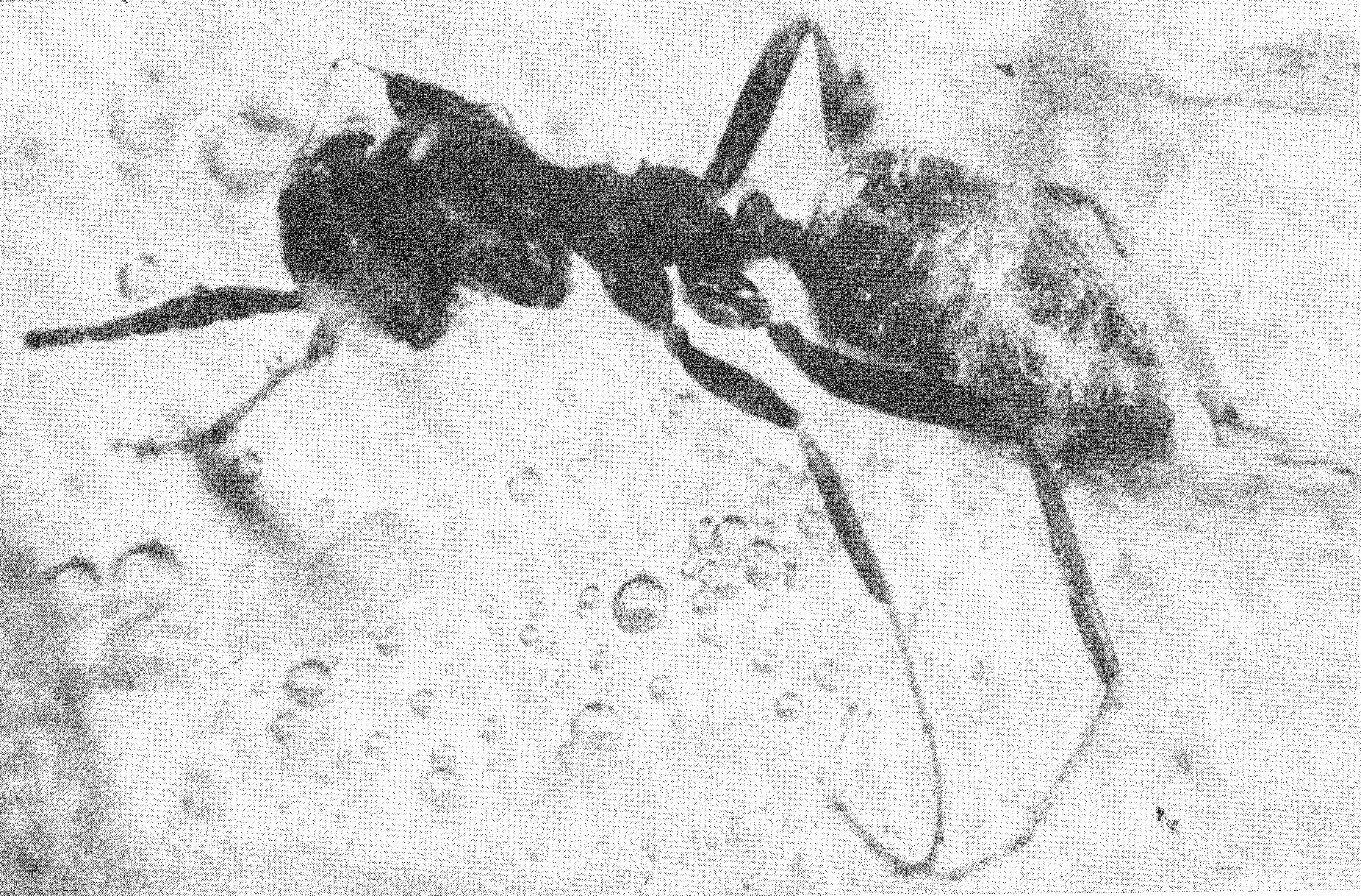
Trabalhador parátipo de S. freyi

Antes da descoberta dos primeiros fósseis de Sphecomyrma, não havia registros fósseis de quaisquer formigas do âmbar do Cretáceo e os insetos sociais mais antigos da época remontavam à época do Eoceno ; a primeira formiga conhecida na época foi descrita a partir de uma asa anterior encontrada na Formação Claiborne  no Tennessee.
A grande diversidade de fósseis de formigas encontrados no âmbar do Báltico e nos folhelhos de Florissant do Oligoceno e no âmbar da Sicília do Mioceno levaram os entomologistas a procurar formigas da idade do Cretáceo que possam unir formigas e vespas não sociais. Tal ligação pode lançar luz sobre as primeiras origens das formigas, mas não existiam fósseis de qualquer inseto social antes da descoberta de S. freyi, portanto, a evolução inicial das formigas permaneceu um mistério.
Apenas um único fóssil himenóptero do Cretáceo Superior foi objeto de possível importância para a evolução de vespas e formigas aculeadas . Uma única asa anterior foi descoberta na Sibéria e descrita em 1957 como Cretavus sibiricus, com o autor observando que a venação da asa se assemelha muito às das vespas betilídeos ou escoliídeos, das quais essas famílias de vespas têm ligações estreitas com a origem das formigas. No entanto, houve vários problemas: como o fóssil era apenas uma asa, os cientistas não conseguiam explicar ou responder se o inseto tinha ou não características corporais de diagnóstico chave que o colocariam dentro do subclado Aculeata.
Em 1966, os primeiros fósseis de S. freyi foram coletados por Edmund Frey e sua esposa durante uma viagem coletando espécimes mineralógicos na exposição Magothy perto de Cliffwood Beach em Raritan Bay, Nova Jersey. Eles encontraram um grande pedaço de âmbar vermelho escuro incrustado em argila contendo vários insetos, incluindo algumas moscas Diptera . A idade aproximada dos fósseis remonta ao Cretáceo, há 92 milhões de anos.  Donald Baird, da Universidade de Princeton, primeiro notificou Carpenter sobre a recente descoberta, e David Stager, do Museu de Newark, providenciou a transferência dos espécimes para serem estudados e examinados. 
Na época, a existência de formigas do Cretáceo era significativa, mas muito provavelmente as formigas não foram detectadas, pois grande parte do âmbar ao redor do local foi previamente coletado. A descoberta das formigas confirmou a existência de formigas do Cretáceo, e a aparência das operárias correspondia muito às especulações sobre a aparência das formigas mesozóicas .   Como resultado dessas descobertas, EO Wilson e colegas erigiram a nova subfamília Sphecomyrminae e designaram o gênero Sphecomyrma (que significa "formiga vespa")  como o gênero-tipo em um artigo que publicaram em 1967 na revista Ciência .
O artigo publicado incluiu a primeira descrição de S. freyi, que recebeu o nome de Edmund Frey e sua esposa. Um holótipo e um parátipo da espécie foram coletados e transferidos para o Museu de Zoologia Comparada, mas o holótipo foi acidentalmente destruído. No entanto, um espécime de neótipo numerado AMNH-NJ-112 foi coletado no local Sunrise Landing, perto de Brunswick, em 1994, e foi posteriormente doado ao museu. O holótipo foi destruído porque o âmbar foi acidentalmente quebrado ao meio, separando os dois trabalhadores um do outro e posteriormente armazenado em um armário de madeira em uma gaveta descoberta com outros insetos fósseis por 30 anos; a peça acabou por se deteriorar, parecendo mais escura e fraturada.

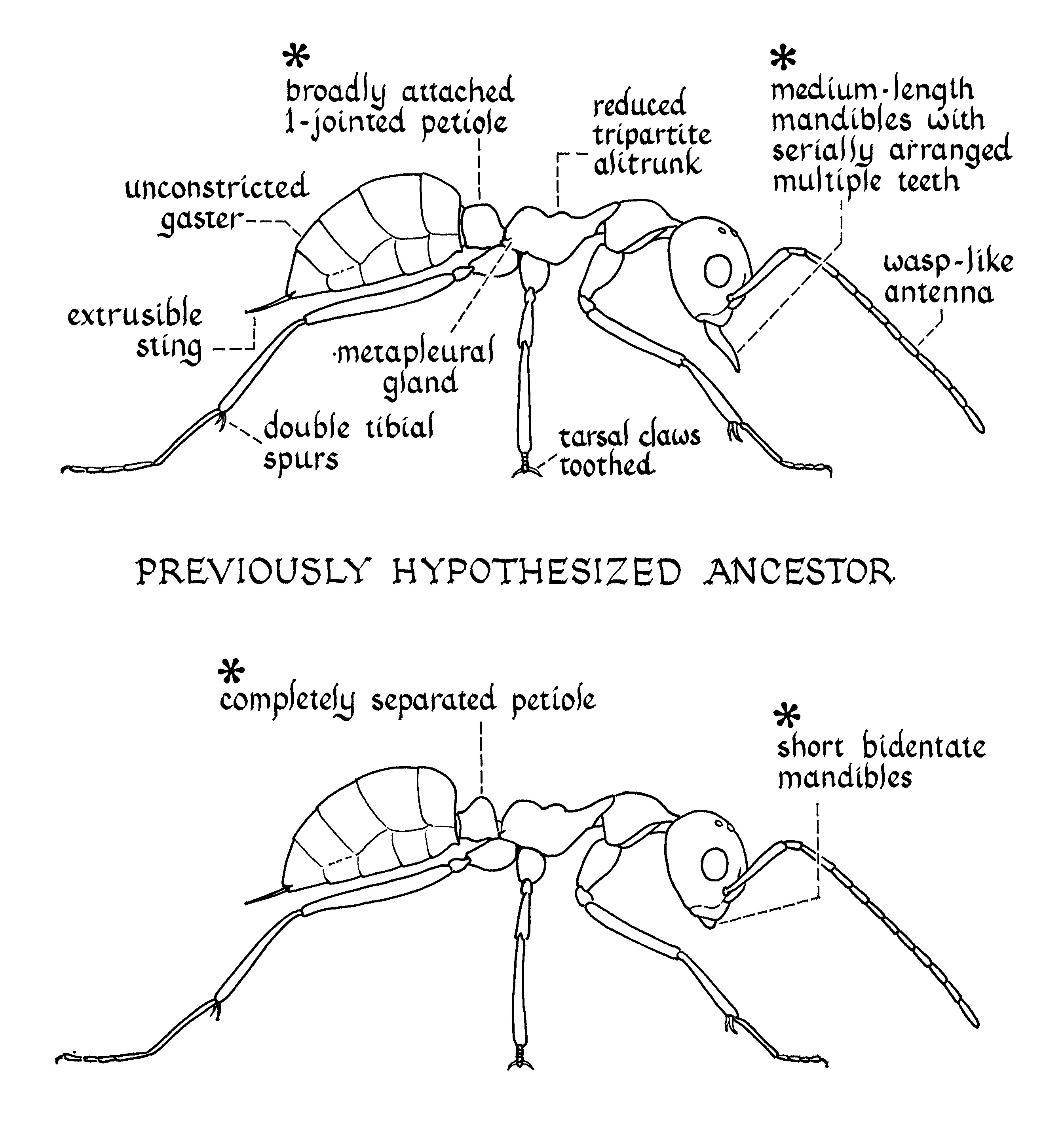
Uma comparação da formiga arquetípica conforme a hipótese antes da descoberta de Sphecomyrma. Os detalhes do corpo do ancestral hipotético (parte superior) são iguais aos de S. freyi (parte inferior) por conveniência

Embora a descrição hipotética da aparência das formigas mesozóicas fosse um tanto precisa quando comparada aos espécimes reais, algumas características eram imprecisas. Eles acreditavam que mandíbulas semelhantes a formigas apareceram pela primeira vez antes do desenvolvimento de um pecíolo semelhante a uma formiga, mas tal caso foi provado falso quando foi oposto em espécimes de S. freyi (o pecíolo semelhante a uma formiga apareceu pela primeira vez antes do desenvolvimento de mandíbulas semelhantes a formigas atuais). 
Com base em desenhos, foi sugerido que as formigas mesozóicas tinham mandíbulas longas com múltiplos dentes, garras tarsais dentadas e um pecíolo amplamente articulado. O exame dos espécimes coletados, entretanto, mostra que essas formigas tinham mandíbulas muito curtas, garras tarsais desdentadas e pecíolo separado, sendo mais frágeis.
S. freyi permaneceu como o único membro do Sphecomyrma até que um fóssil muito parecido com a espécie foi coletado em depósitos de âmbar canadenses em 1985. Wilson forneceu a primeira descrição do fóssil, nomeando-o S. canadensis . Ele observa que a grande semelhança dos fósseis com S. freyi em características-chave apoia fortemente a sua inclusão em Sphecomyrminae. Ele observa ainda que os espécimes são as primeiras formigas registradas no âmbar canadense, mas uma vasta diversidade de insetos foi encontrada no âmbar antes da descoberta, remontando ao século XIX. 
A descoberta dos espécimes no Canadá indica que a subfamília estava espalhada por grande parte do hemisfério norte durante o final do Cretáceo. Em 2005, novos fósseis de uma formiga Sphecomyrma não descrita e S. freyi foram coletados no afloramento de White Oaks em Sayreville, Nova Jersey. Os espécimes foram posteriormente doados ao Museu Americano de História Natural e estudados pelos paleoentomologistas Michael Engel e David Grimaldi, que forneceram a primeira descrição da formiga não descrita em um artigo da revista American Museum Novitates, nomeando-a Sphecomyrma mesaki . A idade desses fósseis é estimada em 79 a 92 milhões de anos.
Em 1987, o paleoentomologista russo Gennady M. Dlussky elevou a subfamília ao nível de família, renomeando-a como Sphecomyrmidae para acomodar Sphecomyrma e outros insetos fósseis que ele estudou em toda a União Soviética. Esta colocação teve vida curta pois Wilson, com novas evidências morfológicas, elevou a família de volta ao nível de subfamília e todas as formigas estudadas do Cretáceo foram colocadas em Sphecomyrma ou Cretomyrma . No entanto, Dlussky e a paleoentomologista russa Elena B. Fedoseeva mantiveram sua classificação e Sphecomyrma permaneceu sob Sphecomyrmidae.
Suas razões foram que os primeiros segmentos da antena eram muito curtos para serem geniculados (cotovelos) e a estrutura das mandíbulas animais. Como as antenas geniculadas permitem a manipulação da ninhada e dos alimentos, ou mesmo a sociabilidade, é impossível classificar Sphecomyrma e parentes como formigas. Apesar das anotações dos autores, eles não citaram nenhum estudo sobre como as formigas manipulam itens e coisas do tipo com suas antenas, mas ele pode ter sugerido que os ápices, uma característica encontrada na antena, podem estar muito distantes das mandíbulas. A curta distância dos ápices das mandíbulas permitiria a manipulação de alimentos ou antenas com outros companheiros de ninho. Outra questão era a presença ou não de uma glândula metapleural, uma característica única encontrada apenas em formigas.
Apesar desta e de afirmações anteriores feitas por Dlussky dizendo que as esfecomirminas, incluindo Sphecomyrma, eram provavelmente solitárias ou semicomunitárias, a existência confirmada da glândula metapleural através de fósseis recém-coletados confirma que Sphecomyrma e seus parentes eram definitivamente sociais. As evidências contra Dlussky eventualmente restabeleceram Sphecomyrma e a subfamília como membros de Formicidae em 1997, embora algumas fontes publicadas antes de 1997 não reconhecessem formalmente Sphecomyrminae em nível de família. Dúvidas adicionais em torno da natureza de Sphecomyrma e seus parentes surgiram quando um artigo de 1999 concluiu que os fósseis de formigas encontrados no âmbar do Cretáceo em Nova Jersey estavam mais próximos das vespas do que das formigas. Isso foi rapidamente descartado devido a evidências contundentes que apoiavam sua colocação dentro dos Formicidae e ao fato de os autores citarem cladogramas não publicados e desconsiderarem as principais características diagnósticas ( sinapomorfias ) encontradas nas formigas.

### Evolução

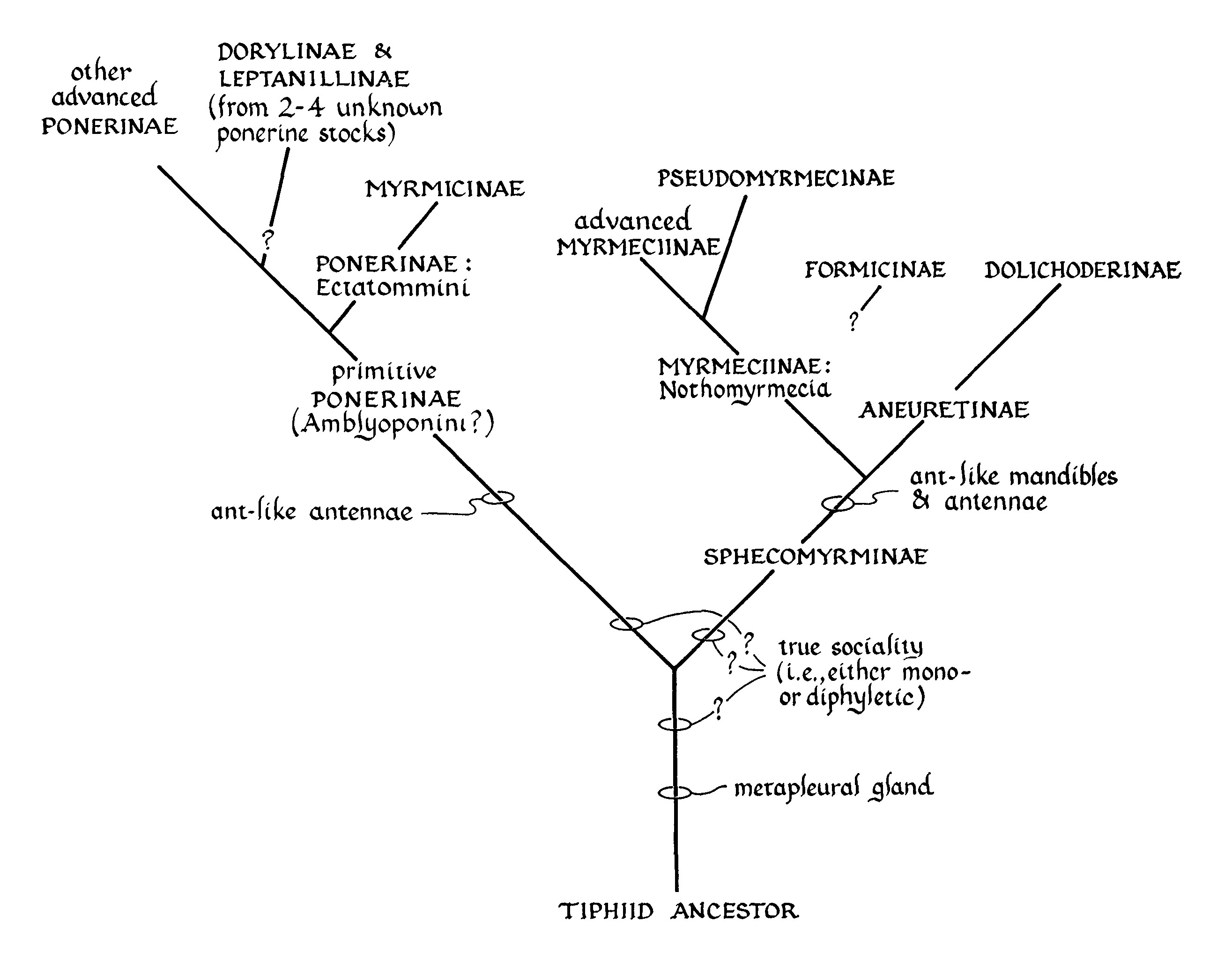
Cladograma hipotético original mostrando a localização de Sphecomyrma, com as vespas tipídeas como ancestral potencial

As formigas deste gênero são consideradas as mais primitivas da família Formicidae. O corpo apresenta estrutura semelhante à de uma vespa, mas com diversas características de formiga. Essas características semelhantes às das formigas, no entanto, são primitivas em comparação com as formigas mais modernas e, portanto, são intermediárias com outras formigas primitivas e vespas aculeadas. 
A presença da glândula metapleural, a nodiforme (estrutura semelhante a um nó, que é um segmento encontrado entre o mesossoma e o gaster, a porção posterior bulbosa do metassoma ), a estrutura do pecíolo e sua aparência física geral de uma formiga conclui As espécies de Sphecomyrma são formigas e não vespas; a ausência da glândula metapleural significaria que provavelmente é uma vespa em vez de uma formiga. Não se sabe exatamente qual grupo de vespas são os ancestrais do Sphecomyrma, mas os membros da família Thynnidae, particularmente aqueles do gênero Methocha, são surpreendentemente semelhantes ao Sphecomyrma. 
Wilson colocou o gênero mais próximo dos Tiphiidae entre as vespas existentes, mas um estudo posterior publicado em 1975 derivou as formigas de um clado posterior e não dos Tiphiidae. Mais recentemente, considera-se que as formigas (incluindo Sphecomyrma ) evoluíram de uma linhagem dentro das vespas aculeadas, e um estudo de 2013 sugere que elas são um grupo irmão dos Apoidea, e o grupo irmão desta linhagem é provavelmente o Scoliidae .
Sphecomyrma pode manter uma relação estreita com as formigas primitivas existentes. A formiga dinossauro australiana ( Nothomyrmecia macrops ) é reconhecida como a formiga viva mais primitiva da atualidade, e ambas as formigas se assemelham muito. Os gêneros Eocenos de Aneuretini também se assemelham às formigas Sphecomyrma, que se acredita serem as ancestrais das Dolichoderinae . A subfamília Myrmeciinae foi considerada a ancestral de Aneuretini porque as mandíbulas alongadas (uma característica bem conhecida nas formigas Myrmeciinae) foram consideradas primitivas e as mandíbulas curtas foram derivadas. Esta teoria foi provada falsa depois que os espécimes de Sphecomyrma tinham mandíbulas pequenas.
Atualmente, as análises filogenéticas reconhecem Sphecomyrma como um grupo irmão das formigas vivas modernas, o que significa que é um formicida do grupo-tronco . Isso significa que está mais intimamente relacionado com as formigas em contraste com qualquer outro organismo, mas os formicídeos do grupo coroa (como no ancestral comum mais recente das formigas modernas e seus descendentes) estão mais intimamente relacionados entre si e distantemente relacionados com Esfecomirma . No final do Mesozóico, as esfecomirminas, incluindo essas formigas, desapareceram.

## Descrição

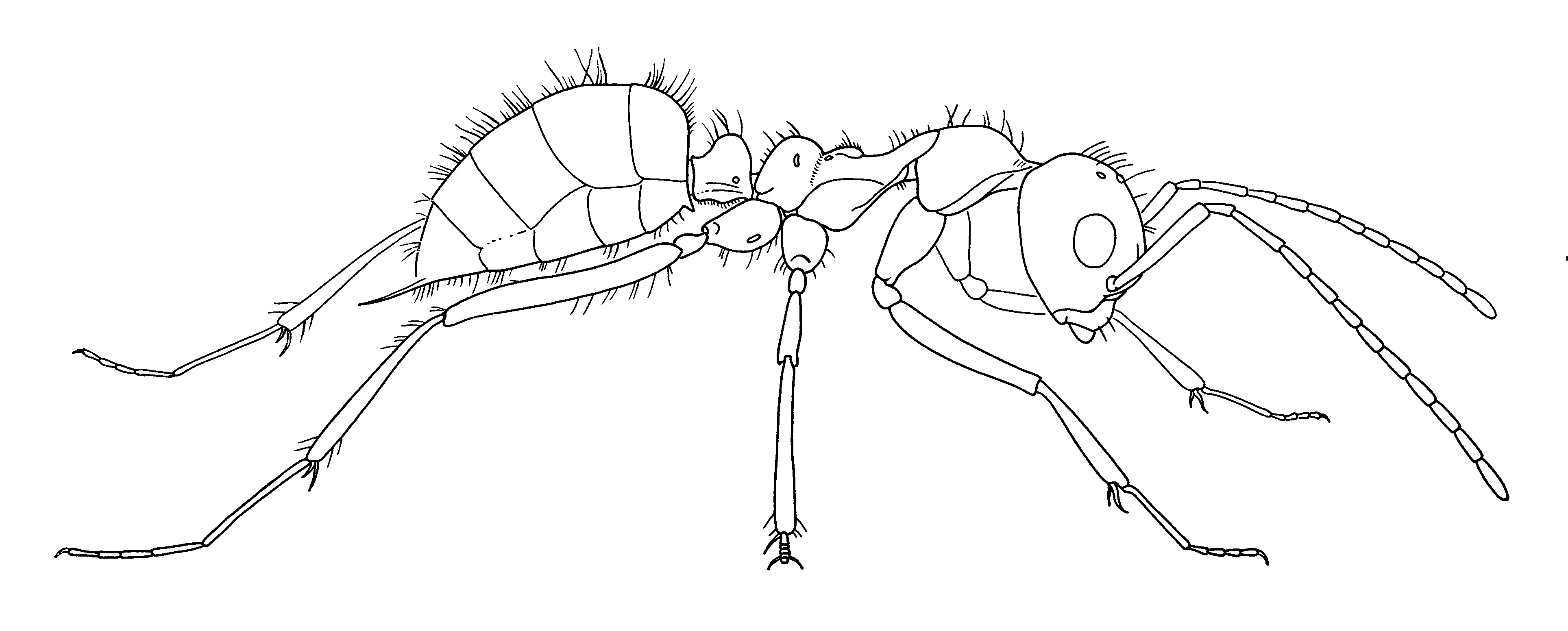
Desenho de um trabalhador de S. freyi

As formigas Sphecomyrma podem ser distinguidas de outras formigas pela sua estrutura corporal extremamente primitiva, mandíbulas pequenas e estreitas em forma de vespa, escapos curtos (o segmento basal da antena) e o funículo excepcionalmente longo, que é quatro vezes mais longo que o escapo. A sutura (um padrão de sulcos rasos na cabeça) é bem desenvolvida e o trocantelo (extremidade proximal do fêmur ) está ausente. O nó (um segmento entre o mesossoma, a parte média do corpo, e o gaster) do pecíolo é visivelmente em forma de cúpula e é separado do propódeo, o primeiro segmento abdominal, e de partes do metassoma, a parte posterior do corpo, por diversas constrições. A cutícula (exosqueleto externo do corpo) não é esculpida e é coberta por cerdas dispersas ou sobressalentes, que são diferentes tipos de cerdas ou estruturas semelhantes a cabelos. A estrutura corporal mostra que as formigas Sphecomyrma eram formicidas de tamanho médio. Os trabalhadores são conhecidos por terem ferrões.

### S. canadensis
S. canadensis foi descrito a partir de um espécime de holótipo e parátipo, um dos quais é de âmbar canadense e o outro, o parátipo, está mal preservado e foi coletado de âmbar de Medicine Hat. Os espécimes de holótipo e parátipo, numerados CAS 330 e CAS 205 respectivamente, estão atualmente preservados no Instituto de Pesquisa Biossistemática em Ottawa, Sudeste Oeste do Canadá. Seu corpo é semelhante ao S. freyi, mas possui a cabeça mais estreita que a do S. canadensis (a cabeça do S. freyi mede 1,00 millimetre (0,039 in) de largura). O mesossoma é mais robusto e o terceiro segmento funicular é extremamente curto e tão longo quanto o segundo segmento, enquanto em S. freyi é duas vezes mais longo. A largura e o comprimento da cabeça são iguais em 0,66 millimetres (0,026 in) e os escapos medem 0,50 millimetres (0,020 in) O comprimento do mesossoma varia no holótipo e no parátipo, variando de 1,32 to 1,57 millimetres (0,052 to 0,062 in) .

### S. freyi

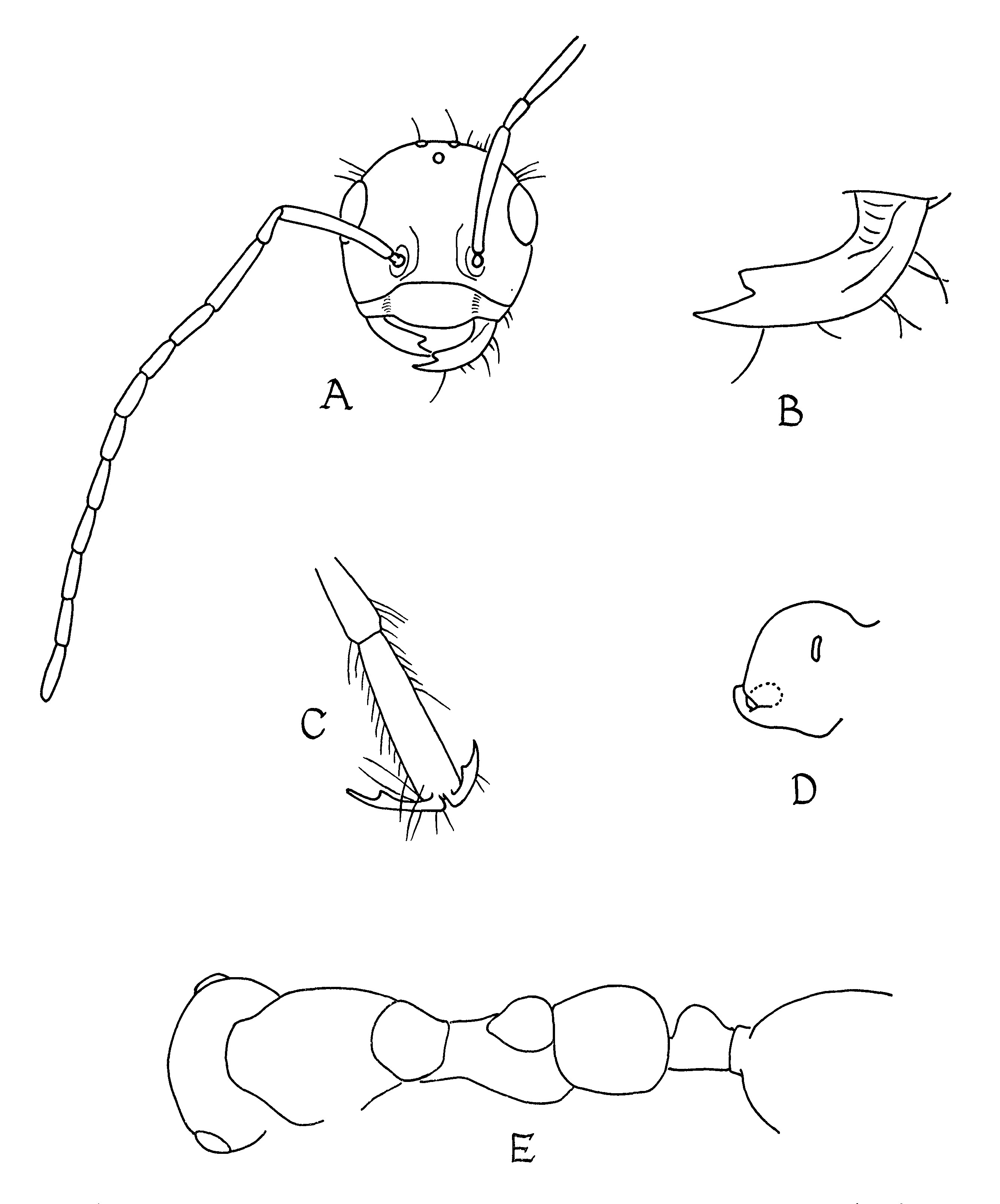
Desenhos de várias partes do corpo de S. freyi

As formigas S. freyi são muito pequenas, medindo 4 millimetres (0,16 in) . As mandíbulas são semelhantes a vespas, suas antenas de 12 segmentos estão distantes umas das outras e o segundo segmento funicular é mais longo que todos os outros segmentos. Isto é incomum para formigas, mas tal caso ocorre em Nothomyrmecia macrops . Os escapos são muito curtos, com 0,57 millimetres (0,022 in) . Os olhos compostos são muito longos e convexos, situados no meio da cabeça. O clípeo (um dos escleritos que compõem a "face" de um artrópode ou inseto) é largo e convexo e os ocelos ( fotorreceptores ) são bem desenvolvidos. 
O mesossoma é delgado e se assemelha muito aos de Methocha malayana, medindo 1,48 millimetres (0,058 in) . O mesonoto também é longo e delgado, com escudo e escutelo convexos distintos, mas essas duas características são separadas uma da outra por uma região axilar. Os espiráculos estão presentes no metatórax, mas estão situados logo abaixo do escutelo. O pecíolo tem nó elevado e separado do propódeo e do gaster. O gaster mede 1,51 millimetres (0,059 in), e um ferrão saliente agudo, medindo 0,33 millimetres (0,013 in) está presente.
As pernas são longas e delgadas, com dois esporões tibiais presentes em cada tíbia, e as garras tarsais possuem um dente mediano. Os dois exemplares de operárias apresentam poucas diferenças morfológicas, mas variam em tamanho. A cabeça e os segmentos da antena tendem a ser menores no espécime holótipo, enquanto no parátipo são ligeiramente maiores. A pubescência é curta, mas espalhada por todo o corpo, medindo 0,001 millimetres (3,9×10−5 in). A cor dos espécimes parece ser marrom claro. A glândula metapleural exibe um orifício notavelmente largo e de formato oval (aberturas para o corpo). A separação entre o orifício e a porção posterior do propódeo tem o dobro do diâmetro do próprio orifício. 
A cutícula situada na porção anterior (referindo-se ao que está na frente) do orifício é mais fina em contraste com a cutícula que circunda o mesossoma, onde é notavelmente transparente. Uma câmara de formato estranho pode ser vista abaixo da cutícula, mas provavelmente é o átrio (câmara com parede endurecida e espessada). A glândula em si é coberta por uma massa esbranquiçada e está localizada na região ântero-dorsal (ou seja, na frente e atrás) da câmara subcuticular. Diz-se que a glândula está encolhida em relação ao seu tamanho original.

### S.mesaki

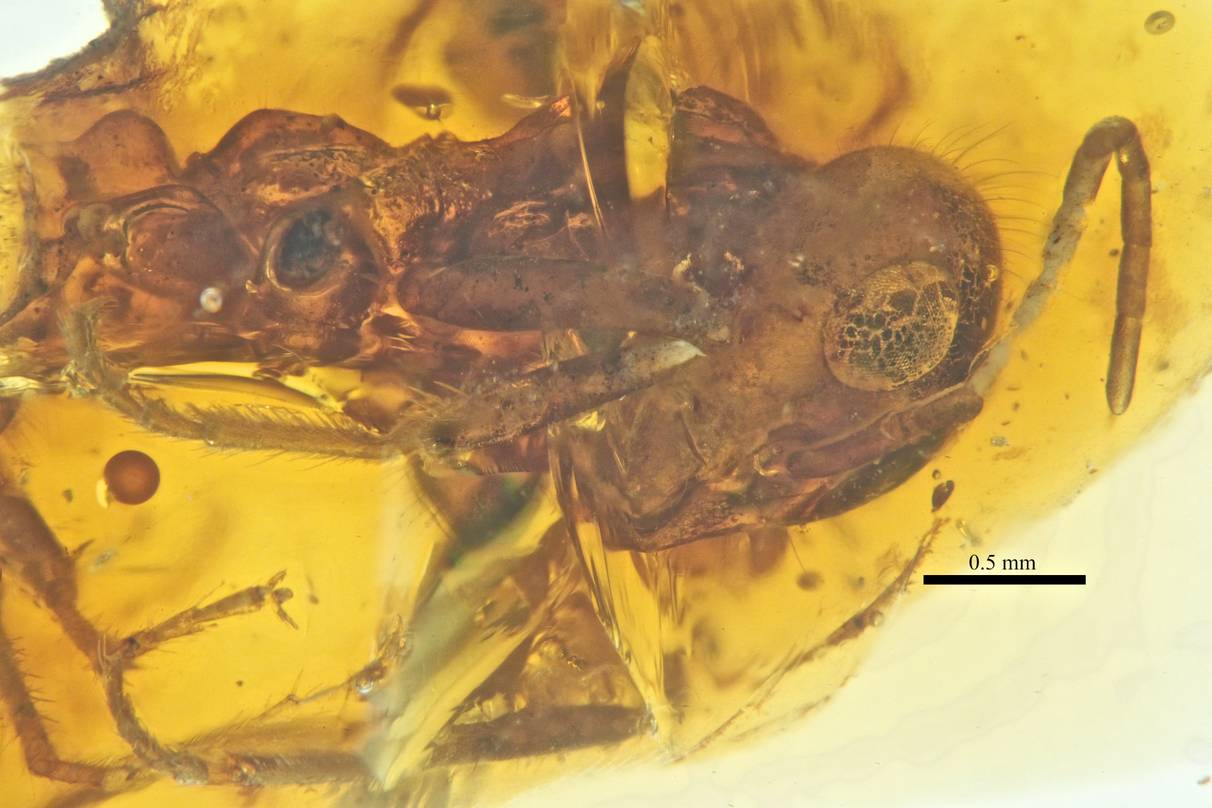
Vista aproximada de S. mesaki

S. mesaki foi encontrada em um pequeno pedaço de âmbar pouco maior que a própria formiga. O espécime incompleto numerado AMNH NJ-1023 está atualmente preservado no Museu Americano de História Natural na cidade de Nova York. Os apêndices rompem a superfície do âmbar enquanto o pecíolo e o gaster estão completamente ausentes. Engel e Grimaldi cunharam o epíteto específico em homenagem a Bob Mesak, o colecionador original que doou o espécime ao museu. A espécie é discernível das outras espécies por umSpecific name (zoology)a porção do clípeo que possui um lobo ventral alongado. 
Os escrobos largos, mas rasos, das antenas, o tamanho da cabeça e os olhos ovais podem distinguir ainda mais S. mesaki de outras formigas Sphecomyrma . As únicas partes do corpo da formiga preservadas são as pernas, o mesossoma e a cabeça. A cabeça é notavelmente grande, mas é mais curta que o mesossoma. A cabeça é 2,2 millimetres (0,087 in) de comprimento e 1,95 millimetres (0,077 in) de largura, com apenas os olhos medindo 0,66 millimetres (0,026 in) . O vértice é coberto por uma pilosidade esparsa com 0,2 millimetres (0,0079 in) cerdas. Os ocelos estão presentes no topo da cabeça das formigas, localizados precisamente logo acima da tangente dorsal. A base das antenas emerge dos escrobos, que são igualmente longos que o escapo. Os olhos são bem desenvolvidos e localizados acima da parte inferior das antenas. 
O clípeo é setoso, ou seja, apresenta cerdas ou cerdas, exceto na parte central. As mandíbulas são pequenas e contêm apenas dois dentes. As antenas são moderadamente longas, os escapos são muito curtos mas o pedicelo é ainda mais curto. O mesossoma mede 2,66 millimetres (0,105 in) e é setose. Várias cerdas são vistas ao redor do metanoto (o esclerito dorsal) e do propódeo. As coxas, segmento proximal e base funcional da perna, são setosas (com cerdas ou cerdas), infladas e grandes. A abertura da glândula metapleural é pequena e perceptível, localizada longe do propódeo e acima da metacoxa (parte posterior da coxa).
As pernas são moderadamente longas. O primeiro tarsômero das patas dianteiras (subsegmentos do tarso ) é mais longo que o comprimento combinado de outros tarsômeros mais distantes que o primeiro subsegmento. O número de cerdas rígidas varia em cada tarsômero: por exemplo, o primeiro tarsômero possui sete pares, enquanto o quarto tarsômero possui apenas dois pares. A garra pré-tarsal possui um único dente subapical e o metassoma está ausente.

### Amostras não colocadas

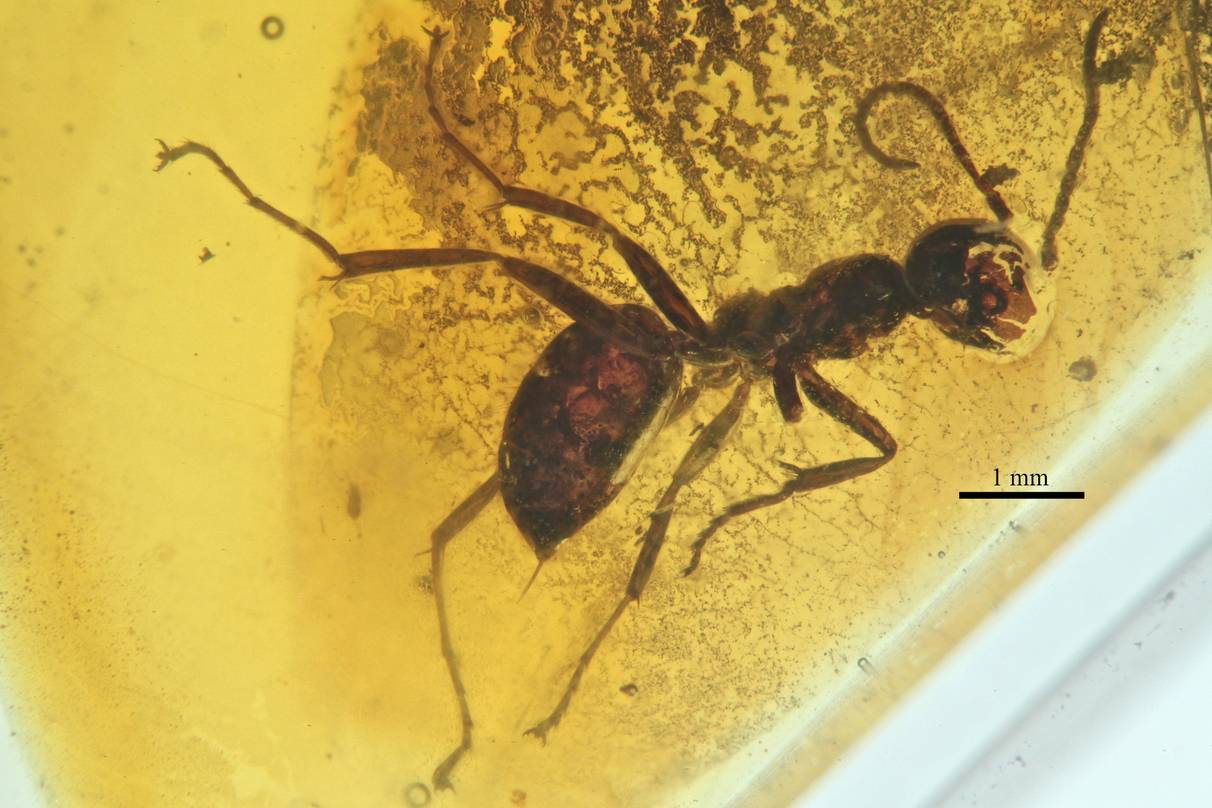
S. freyi trabalhador

Um espécime adicional foi descrito como um possível macho de Sphecomyrma, mas nunca foi atribuído a uma espécie específica. O espécime com o número AMNH NJ-242 foi coletado no afloramento de White Oaks em 1995 e atualmente está preservado no Museu Americano de História Natural, Nova York, Estados Unidos. Todo o corpo do espécime masculino está completamente preservado. Como a maioria dos gêneros de formigas são baseados na morfologia das operárias, a atribuição de machos a uma espécie ou gênero raramente é feita, a menos que sejam retirados de uma colônia. 
Porém, seu tamanho, estrutura do pecíolo, ausência do trocantelo e estrutura antenal basal são semelhantes aos de uma operária Sphecomyrma . É uma formiga pequena, medindo 3,13 millimetres (0,123 in) com três ocelos presentes no vértice. Pêlos rígidos podem ser encontrados na fronte e no vértice. Possui olhos grandes e a face possui dois pares de cerdas longas junto com cerdas menores. O escapo é curto e tem aproximadamente o mesmo comprimento do flagelômero (um dos três segmentos principais da antena); o pedicelo é apenas ligeiramente mais longo que o flagelômero em 0,3 vezes, e o comprimento total da antena é de 2,6 millimetres (0,10 in) . A maior parte de seu aparelho bucal é coberta por bolhas de âmbar, mas dois palpos (um par de apêndices encontrados perto da boca) são vistos salientes. 
O mesossoma tem 1,25 millimetres (0,049 in) de comprimento e o pecíolo tem 0,35 millimetres (0,014 in), que possui pares de cerdas longas no ápice do nódulo. Ambas as tíbias têm um par de setose e os esporões apicais na tíbia posterior são pectinados. As asas anteriores medem 2,25 millimetres (0,089 in) e as asas posteriores têm 0,7 vezes o comprimento das asas anteriores. O formato das asas é consistente com outros formicidas. As asas posteriores têm sete hâmulos, mas nenhum é encontrado ao redor das porções anteriores. O gaster tem 1,22 millimetres (0,048 in) comprimento e o primeiro e o segundo segmentos são igualmente longos entre si (estes dois segmentos sozinhos cobrem dois terços do gaster). A terminália (os últimos segmentos do abdômen) é difícil de examinar devido a uma camada de espuma que cobre a área, mas existem dois pares de lobos setosos.

## Ecologia
Como alguns cientistas como Dlussky acreditavam que Sphecomyrma não era uma formiga, eles pensaram que era solitária e semicomunitária. Outras declarações incluem que a morfologia das esfecomirminas impediria que as operárias transportassem larvas ou se envolvessem em trofalaxia (transferência de alimento entre dois companheiros de ninho) com elas. 
No entanto, vespas com proporções antenais semelhantes às esfecomirminas são capazes de alimentar suas próprias larvas. A presença da glândula metapleural também mostra que Sphecomyrma era um inseto eusocial (o mais alto nível de organização da sociabilidade animal ) e vivia em colônias, pois essa glândula possivelmente atua como desinfetante para nidificar no solo e na serapilheira sem infectar a colônia. companheiros de ninho e ninhada.
Os olhos grandes, os apêndices longos e o exoesqueleto fino sugerem que as operárias eram epigáicas, onde se alimentavam acima do solo e ao ar livre. Evidências fósseis sugerem ainda que elas se alimentavam socialmente com outras formigas operárias normalmente como ás de atualmente. Embora extintas, essas formigas oferecem insights valiosos sobre a evolução e a história das formigas e sua relação com outros insetos sociais. Seu registro fóssil nos ajuda a entender melhor a diversificação e adaptação desses insetos ao longo do tempo.
Diferenças das formigas primitivas para ás atuais
1. Tamanho e Morfologia:
  - Formigas Primitivas: Geralmente, as formigas primitivas são menores em tamanho. Elas possuem mandíbulas proporcionalmente maiores em relação ao corpo. Essa característica é vantajosa para passar por espaços menores, em lugares subterrâneos especialmente para as formigas que vivem no solo e precisam se mover entre folhas e raízes.
  - Formigas Modernas: As formigas modernas podem ser maiores e têm uma presença mais significativa no meio ambiente. Elas desenvolveram adaptações que lhes permitem prosperar em diferentes ambientes e desempenhar funções específicas
    1. Comportamento
      - Formigas Primitivas: As formigas primitivas podem ter comportamentos mais simples e menos especializados. Elas podem não ter desenvolvido estratégias tão complexas quanto as formigas modernas.
      - Formigas Modernas: As formigas modernas exibem uma variedade de comportamentos especializados, como agricultura de fungos, criação de pulgões para obter melada, defesa do formigueiro e comunicação sofisticada por meio de feromônios.
        1. Ecologia e Funções:
          - Formigas Primitivas: As formigas primitivas podem ter desempenhado papéis mais simples na ecologia, como predadores gerais ou detritívoros.
          - Formigas Modernas: As formigas modernas desempenham papéis mais diversificados, incluindo polinização, controle de pragas, dispersão de sementes e construção de formigueiros complexos.